# صا الحجر
صا الحجر قديمًا سايس (باليونانية القديمة: Σάϊς)(بالقبطية: ⲥⲁⲓ) إحدى قرى مركز بسيون التابع لمحافظة الغربية مصر، كانت مدينة قديمة كبيرة تقع على الفرع الكانوبي من نهر النيل. كانت عاصمة مقاطعة ميت نحيت المقاطعة الخامسة في مصر السفلى، ثم شهدت فترات من الأهمية السياسية بعدما أصبحت عاصمة مصر غي عهد الأسرة الرابعة والعشرون (حوالي 732-720 قبل الميلاد) والأسرة المصرية السادسة والعشرون (664-525 قبل الميلاد).

## التاريخ

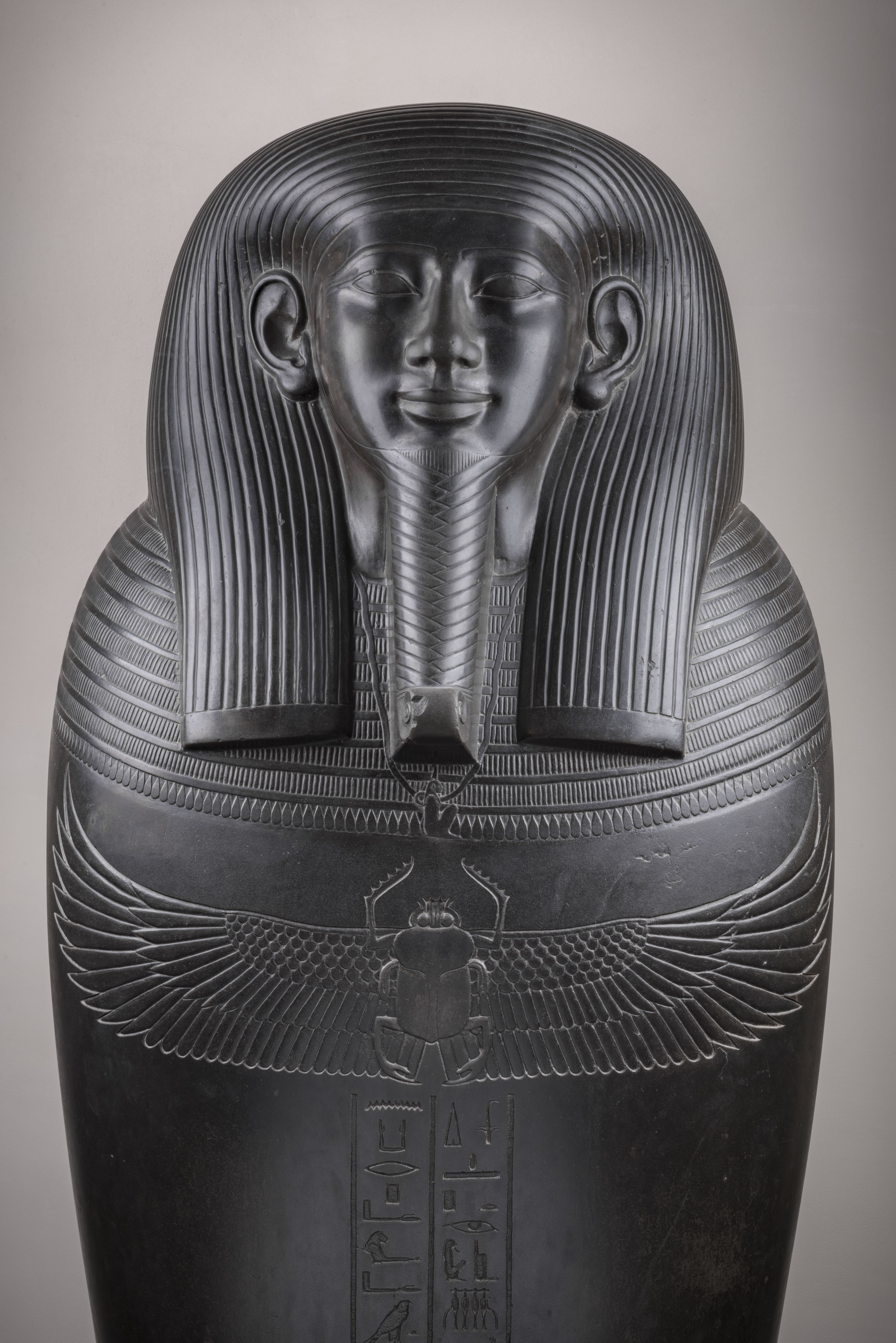
تابوت الوزير جمن إف حر باك أحد آثار المدينة، يعود إلى عصر الأسرة المصرية السادسة والعشرين، ويُعرض اليوم في متحف تورينو المصري.

اكتشفت آثار مستوطنة في القرية في عام 1999 تعود إلى العصر الحجري الحديث أي حوالي 5000 قبل الميلاد. تُظهر الأدلة الأثرية أن أهل القرية في تلك الفترة كانوا زُراع، بداية القرية كانت موقع لصيد السمك حتى بدأ السكان يستقرون فيها في منتصف وأواخر العصر الحجري الحديث وتغير عمادهم الاقتصاد من صيد السمك إلى الزراعة. يُرجّح أن هذا التحول من صيد الأسماك إلى الزراعة ارتبط بالتغيرات المناخية التدريجية التي بدأت حوالي 4600 قبل الميلاد.
كتب هيرودوت أن أوزيريس دفن في سايس، كان أهل القرية يعبدون يعبدون نيث التي تعود عبادتها إلى الأسرة المصرية الأولى (حوالي 3100-3050 قبل الميلاد). كان لمعبد سايس كلية طب ملحقة به مثل العديد من المعابد المصرية القديمة. تميزت كلية الطب بوجود عدد كبير من الطالبات وربما كانت هناك معلمات نساء. وكانت المدينة مركز لصناعة القطن في الكتان في عصر الدولة الحديثة، وذكر في الأساطير المصرية القديمة أن كانت أكفنة وأربطة المومياوات كانت تصنعها إيزيس ونفتيس في معبد نيت بالمدينة. وجدت بالمدينة أدلة على وجود تجارة للفنيقين بالمدينة في عهد الأسرة الخامسة عشر.
تمكّن أمير المدينة تف نخت من توحيد الدلتا ومصر الوسطى تحت حكمه عام 730 ق.م، مؤسسًا الأسرة الرابعة والعشرين. استغل الأمير ضعف حكام المقاطعات المجاورة له وسعى إلى توحيد مصر تحت حكمه فزحف جنوبًا حتى اصطدم بقوات بعنخي ملك كوش. الذي هزم الأمير وأخضع الدلتا لحكمه فما كان من الأمير إلا أن دخل في طاعته مدة ثم أعاد سلطانه في الدلتا مجددا. خلف با كن رع نف أباه على حكم الدلتا وواجه غارات ملك كوش شباكا الذي أعاد سيطرة مملكته سيطر على الدلتا وأسر الملك وحرقه حيًا مُنهيًا عهد الأسرة الرابعة والعشرين.
تولى نخاو الأول حكم سايس لمدة ثماني سنوات، وقع في مطلعها الغزو الآشوري لمصر، تذبذب نخاو في بين دعم وولاء الآشوريين والكوشيين. تولى الحكم بعده ابنه بسماتيك الأول الذي حكم أكثر من خمسين عاما استطاع فيها توحيد مصر وطرد الآشوريين من البلاد وتأسيس الأسرة السادسة والعشرين. جاء بعده ابنه نخاو الثاني الذي اهتم ببناء الأساطيل البحرية وحارب السوريين ومملكة يهوذا. خلفه في الحكم أربعة ملوك هم بسماتيك الثاني وأبريس وأحمس الثاني وبسماتيك الثالث الذي هزمه الملك الفارسي قمبيز وأسره لينهي حكم هذه الأسرة واستقلال مصر. حكم ملك سايس أميرتايوس مصر لمدة ست سنوات طرد فيها الفرس وأسس الأسرة الثامنة والعشرين.

قلت أهمية المدينة في العصر البلطمي مع صعود مكانة الإسكندرية ولكنها حافظت على شىء من مركزها فكانت أبروشية مسيحية في عصر الرومان. حُرف الاسم وقت الفتح الإسلامي إلى صا وبقيت تعرف بهذا الاسم حتى أضيف لها في العهد العثماني كلمة الحجر نسبة إلى أطلال سايس. يُزعم أن المدينة سميت بصا نسبة إلى صا بن حام بن نوح الذي أسس المدينة. لا توجد اليوم أي آثار باقية لسايس أقدم من فترة أواخر الدولة الحديثة (حوالي 1100 قبل الميلاد) بسبب استخدام مزارعي صا الحجر لتراب التل الأثري كسماد زراعي.

## فراعنة سايس
- بسماتيك الأول
- نكاو الثاني
- بسماتيك الثاني
- وح إب رع
- أحمس الثاني
- بسماتيك الثالث
- أميرتايوس

## الجغرافيا
تقع صا الحجر على خط طول 51,20 درجة وخط عرض 30,50 درجة، تبعد القرية 2 كم من الضفة الشرقية لفرع رشيد و7 كم عن بسيون قاعدة المركز. تقع القرية جنوب أطلال سايس.

## السكان
بلغ عدد سكان صا الحجر في العصر الحاضر 24,275 نسمة حسب تقدير عام 2018. توجد أقلية مسيحية بالقرية تخدمها كنيسة أرثوذكسية واحدة.
| السنة  | 1882 | 1897 | 1907 | 1927 | 1947 | 1960 | 1976   | 1986   | 1996   | 2006   | 2018   |
| ------ | ---- | ---- | ---- | ---- | ---- | ---- | ------ | ------ | ------ | ------ | ------ |
| القرية | 4474 | 6104 | 7065 | 7696 | 8747 | 9474 | 11,109 | 14,261 | 17,724 | 20,586 | 24,275 |

## الثقافة الشعبية
يذكر في محاورة طيماوس وكريتياس لأفلاطون (حوالي 395 قبل الميلاد، بعد نحو 200 عام من زيارة المشرّع اليوناني سولون)، أن سولون عرف قصة أطلانطس في سايس، وهي أن أطلانطس هاجمت اليونان ومصر فعاقبها الإله بإغراقها. كما يذكر أفلاطون أن سايس مسقط رأس الفرعون أحمس الثاني.
أما في عالم الألعاب، فقد ظهرت سايس في لعبة الفيديو أساسنز كريد أوريجنز كإحدى المواقع التي تسيطر عليها جماعة الجعران القديمة.